# Литовци в Русия
Литовците в Русия (на литовски: Rusijos lietuviai, на руски: Литовцы в России) са 59-та по численост етническа група в Русия. Според преброяването на населението през 2010 г. броят на хората, определили се за литовци, е 31 377 души, или 0,02% от населението на страната.
В Калининградска област живеят около 20 хил. литовци. Литовската община е съставена от 8 литовски асоциации на региони и градове, както и Младежки съюз, Лига на политическите затворници и депортирани лица и Съвета на учителите по литовски език.
В Санкт Петербург живеят около 3,5 хил. литовци, издава се вестник „Литовски Петербург“, има католическа катедрала „Успение на Пресвета Богородица“, разположена на „1-я Красноармейская улица“.
В Москва живеят около 2 хил. литовци. Литовските общини са активни и в много други градове и региони на Сибир, свързани с масовата депортация от Литовска ССР през 1941 – 1953 г.

## Численост и дял
Численост и дял на литовците според преброяванията през годините:
| Преброяване | Численост | Дял (в %) |
| 1926        | 26 128    | 0,03      |
| 1939        | 20 795    | 0,02      |
| 1959        | 108 579   | 0,09      |
| 1970        | 76 718    | 0,06      |
| 1979        | 66 783    | 0,05      |
| 1989        | 70 427    | 0,05      |
| 2002        | 45 569    | 0,03      |
| 2010        | 31 377    | 0,02      |